# Ermita de Santa Ana (Linares de Mora)
La ermita de Santa Ana es una ermita situada en la localidad turolense de Linares de Mora (España). La ermita, del siglo XVIII y de estilo barroco, está ubicada sobre un cerro opuesto a la localidad.
Se trata de un templo de mampostería revocada con una sola nave con cinco tramos, con bóveda de medio cañón con lunetos. La cabecera, curva, tiene bóveda de cuarto de esfera. En los pies de la iglesia se encuentra el coro alto que descansa sobre un arco carpanel. La portada es de sillería y adintelada, con un óculo. En el exterior se pueden observar contrafuertes laterales. Dispone de una espadaña de sillería de un cuerpo con dos vanos de arco de medio punto, y que está rematada por bolas. El suelo es de baldosas de barro.
Es de una de las cuatro ermitas de la localidad, junto a las de Santa Bárbara, de Loreto y de Santa Lucía. La obra fue costeada por Pedro Edo y Florentina Mor según inscripción en un azulejo.
Fue declarada Bien de Interés Cultural dentro del Conjunto Histórico de Linares de Mora según el Decreto 219/2004 del Gobierno de Aragón, de 5 de octubre, que fue publicado en el Boletín Oficial de Aragón el 20 de octubre de 2004.